# Henry Morgan
Sir Henry Morgan (Hari Morgan in gallese) (Llanrumney, 1635 – Port Royal, 25 agosto 1688) è stato un pirata, corsaro e ammiraglio gallese.
All'apice della carriera fu nominato governatore della Giamaica.

## Biografia
Henry Morgan era il figlio maggiore di Robert Morgan discendente di un ramo cadetto dei Tredegar Morgans, gli zii di Henry, Thomas e Edward.
Il primo servì nelle Commonwealth forces durante la guerra civile inglese (1642-1649), fu governatore di Gloucester, combatté nelle Fiandre e nel 1665 divenne governatore di Jersey; Edward (circa. 1615-1665). Realista durante la guerra civile, fuggì nel continente e sposò Anna Petronilla, figlia del barone von Pöllnitz, governatore di Lippstadt, fu nominato Vice Governatore della Giamaica nel periodo 1664-65. In quel periodo il nipote Henry si trasferì anch'egli nella Americhe: una voce del Bristol Apprentice Books relativa agli "Addetti alle Piantagioni Straniere" del 9 febbraio 1655, recitava "Henry Morgan di Abergavenny, Operaio, legato a Timothy Tounsend di Bristol, coltellaio, per tre anni, a servire nelle Barbados alle seguenti condizioni."
Non esistono notizie di Morgan prima del 1655. Successivamente egli affermò che aveva abbandonato presto la scuola e che era "più aduso alla picca che ai libri". Alexandre Exquemelin, il medico di Morgan a Panama affermò che aveva un contratto di lavoro alle Barbados. Successivamente Morgan fece causa per diffamazione agli editori e fu risarcito con duecento sterline. Exquemelin fu costretto a ritrattare la sua affermazione. Nelle successive edizioni quella affermazione non comparve più.
Exquemelin affermò che Morgan era arrivato in Giamaica nel 1658 e si era costruito da solo "fama e fortuna con il suo valore". Versioni recenti della sua vita riportano che, nonostante la sua scarsa esperienza come marinaio, Morgan era giunto nei Caraibi per prendere parte al cosiddetto "Progetto Occidente", il piano di Cromwell di invadere Hispaniola. La prima battaglia a Santo Domingo fallì. La flotta si spostò quindi in un'isola vicina, sette volte più piccola, chiamata dagli indigeni Xaymaca, la "terra del legno e dell'acqua". Questa volta gli inglesi invasero e conquistarono l'isola. Anche se fu una conquista di ripiego, la Giamaica si rivelò un bottino di tutto rispetto, data la sua posizione al centro del Mar dei Caraibi. L'isola avrebbe svolto un ruolo centrale nella guerra dei mari, che da oltre un secolo opponeva Spagna e Inghilterra.
Suo zio Edward Morgan era Vice Governatore della Giamaica dopo la Restaurazione di Carlo II d'Inghilterra nel 1660. Henry Morgan sposò la figlia dello zio, Mary. Morgan fu chiamato "Capitano Morgan" che entrò a far parte della flotta di Christopher Myngs nel 1663. fece parte della spedizione John Morris e Jackmann quando presero gli insediamenti spagnoli di Vildemos in Messico (sul fiume Tabasco); Trujillo nell'Honduras e Granada in Nicaragua. Verso la fine del 1665 Morgan ebbe il comando di una nave nella spedizione di Edward Mansfield, corsaro agli ordini di Sir Thomas Modyford, governatore della Giamaica. Conquistarono le isole di Providencia e Santa Catalina, in Colombia. Quando Mansfield fu catturato dagli spagnoli e giustiziato subito dopo, i corsari elessero Morgan loro ammiraglio.

### Agli ordini di Mansvelt
Nel 1661 il Commodoro Christopher Mings affidò a Morgan il suo primo comando come capitano di una nave e Morgan giocò un ruolo chiave nel Sacco di Campeche del 1663. Continuò a saccheggiare le coste del Messico sotto Lord Windsor nel 1665. Allorché Lord Windsor, governatore della Giamaica, rifiutò di fermare gli attacchi dei pirati alle navi spagnole, la Corona lo sollevò dall'incarico eleggendo al suo posto Sir Thomas Modyford. Benché Modyford giurasse fedeltà alla Corona, egli divenne un elemento fondamentale delle spedizioni di Morgan andando contro la parola del re e fornendo a Morgan lettere di corsa per attaccare navi e insediamenti spagnoli. Modyford fu inizialmente nominato governatore delle Barbados per la sua lealtà e per i suoi servigi a Re Carlo II durante la Guerra Civile Inglese e per le sue relazioni familiari con il Primo Duca di Albemarle, ma fu poi rimosso dal suo incarico. Modyford fu quindi nominato governatore della Giamaica nel tentativo di salvargli la dignità. Questo, oltre alla sconfitta dei Realisti a Worcester, ridusse la lealtà di Modyford alla corona. Da governatore, Modyford ebbe l'incarico di richiamare tutti i pirati e i corsari delle Indie occidentali perché l'Inghilterra e la Spagna erano temporaneamente in pace. Tuttavia, la maggior parte di questi bucanieri, Henry Morgan compreso, rifiutarono il rientro o non ricevettero l'ordine di rientro.
Quando Morgan fece infine ritorno, Modyford aveva già ricevuto lettere dal Re d'Inghilterra di costringere tutti i pirati a rientrare in porto. Modyford scelse di ignorare questi avvertimenti e continuò a rilasciare lettere di corsa perché riteneva fosse per il migliore interesse del re proteggere la Giamaica e questo era un elemento fondamentale al raggiungimento dello scopo. Dato che Modyford desiderava liberarsi della presenza olandese nei Caraibi rilasciò una lettera di corsa al Capitano Edward Mansvelt ordinandogli di radunare una flotta di 15 navi con a bordo circa 500-600 uomini. Questi era appena tornato da una spedizione al largo delle coste messicane, dove aveva catturati diverse navi al largo di Campeche, Morgan fu nominato vice ammiraglio della flotta. Mansvelt ricevette l'ordine di attaccare l'insediamento olandese di Curaçao, ma non appena la ciurma fu in mare aperto fu deciso che Curaçao non era abbastanza redditizia per i rischi connessi al suo attacco. Per questo motivo, la ciurma votò che attaccare un altro insediamento sarebbe stato più redditizio e meno rischioso. In disaccordo con questa decisione, molti bucanieri disertarono la spedizione e tornarono in porto mentre gli altri continuarono con l'Ammiraglio Mansvelt e il Vice Ammiraglio Morgan verso l'attacco all'isola spagnola di Providence.
Quando la flotta di Morgan e Mansvelt arrivò a Providence, gli Spagnoli erano impreparati. Incapaci di organizzare una difesa, gli Spagnoli si arresero con tutti i loro forti. Mansvelt e Morgan decisero spietatamente di distruggere tutti i forti tranne uno. I bucanieri si stabilirono in città e depredarono tutti i beni mentre Morgan e Mansvelt facevano vela verso la Costa Rica. Alla fine, scorsero una caravella spagnola all'orizzonte e decisero di far rientro in Giamaica per radunare rinforzi così che l'Isola di Providence potesse diventare un'isola abitata e gestita da pirati. Come segno di benevolenza verso i pirati, Modyford nominò suo fratello, Sir James Modyford, governatore di Providence. Nella mente di Mansvelt, l'idea di un insediamento gestito da pirati era brillante. Tuttavia, lui e Modyford trascurano la vera essenza dei pirati: un pirata non è un soldato disciplinato e preparato a combattere le migliori armate del mondo quando le armate erano preparate per loro. Piuttosto, i pirati di Mansvelt erano condizionati a assaltare una città e poi andarsene. Così, il regno pirata di Providence ebbe vita breve perché l'isola venne riconquistata rapidamente dagli spagnoli. Dopo questa spedizione, Modyford fu ancora una volta ripreso dal re d'Inghilterra che chiese ancora una volta il richiamo di tutti i pirati e corsari. E ancora una volta Modyford rifiutò.
Avendo avuto sentore che gli Spagnoli pianificavano di attaccare la Giamaica per rappresaglia al saccheggio di Providence, Modyford fornì un nuovo mandato ai bucanieri. questa volta direttamente a Morgan. Obiettivo era di fare prigionieri cittadini spagnoli allo scopo di proteggere l'isola di Giamaica. Modyford si servì della scusa di proteggere l'influenza del Re sulle Americhe, ma si trattava semplicemente di una scusa per il suo progetto personale di far denaro e mantenere il posto di Governatore della Giamaica. Ciononostante, Morgan radunò una flotta di 10 navi in un modo piuttosto diverso da quello di solito adottato dalla maggior parte degli ammiragli a quel tempo. Invece di mandare un proclama per attirare i bucanieri disponibili della regione, Morgan salpò verso i luoghi dove era più probabile trovare dei pirati. Quando arrivò in questi porti, indossò abiti si seta, oro e gioielli, per apparire estremamente ricco. Ciò attirò più adepti intorno a lui. Il passaparola gli procurò 500 dei migliori pirati della zona.

### Puerto Principe: primo comando indipendente
Nel 1667, Modyford incaricò Morgan di catturare dei prigionieri spagnoli a Cuba per svelare i dettagli del minacciato attacco alla Giamaica. Con 10 navi e 500 uomini, Morgan sbarcò sull'isola di Hispaniola e catturò e saccheggiò Puerto Principe. Modyford pressoché immediatamente affidò a Morgan un'altra spedizione contro gli Spagnoli. Il gallese procedette a distruggere le coste di Cuba. In una riunione tenuta da Morgan prima della partenza, egli aveva proposto di attaccare l'Avana. Per quanto questo suggerimento dimostrasse la sua arroganza, dopo molte discussioni fu deciso che gli uomini non erano sufficienti per prendere l'Avana e Puerto Principe venne scelta come preda alternativa. Mentre era in caccia delle navi spagnole, la flotta di Morgan fu investita da forti burrasche che la spinsero sulle coste meridionali dell'odierna Cuba, esattamente dalla parte opposta al punto in cui sarebbe dovuto sbarcare. A causa del terribile viaggio, gli uomini di Morgan si ritrovarono con poco cibo e poca acqua e furono costretti a sbarcare sulle coste meridionali per fare provviste invece di continuare verso le coste settentrionali di Cuba.
Una volta sbarcati, la ciurma incontrò un equipaggio francese anch'esso spiaggiato ed in cerca di provviste cosicché si decise di procedere insieme. Un prigioniero spagnolo che Morgan teneva come ostaggio fuggì e riuscì ad avvertire i cittadini di Puerto Principe dell'imminente attacco. I cittadini rapidamente abbandonarono la città portandosi dietro i propri averi, lasciando poca roba per i bucanieri. Dopo aver perlustrato la città e torturato i residenti per spremere loro informazioni sul nascondiglio dei loro beni, la flotta di Morgan riuscì a racimolare soltanto 50.000 pezzi da otto, assolutamente insufficienti a pagare i debiti che i bucanieri avevano contratto in Giamaica. Per questo motivo decisero di procurarsi un bottino più ricco prima di far rientro a Port Royal.

### Attacco a Portobello
Per coprire i loro debiti, Morgan e i suoi uomini decisero di attaccare una città con notevoli tesori, Portobelo, nell'odierna Panama che allora era la terza più importante città spagnola del Nuovo Mondo, il che ne faceva un obiettivo scontato per i bucanieri. Inoltre, Portobello era considerata il centro del commercio spagnolo nelle Americhe, dato che i suoi depositi contenevano beni e valori di molti ricchi mercanti. Data la sua enorme concentrazione di ricchezze era notevolmente protetta da tre forti spagnoli.
Tuttavia, l'equipaggio francese rifiutò di prendere parte alla spedizione perché non andavano d'accordo con quello inglese di Morgan. In base a un resoconto, ci fu una disputa tra un marinaio inglese e francese durante il saccheggio di Porto Principe che essi decisero di risolvere con un duello. Tuttavia, l'inglese accoltellò il francese alla schiena prima dell'inizio del duello. I Francesi chiedevano vendetta ma Morgan li placò mettendo il colpevole in catene e promettendo di fare giustizia in Giamaica. Di ritorno in Giamaica, Morgan mantenne la parola e fece impiccare il colpevole. Ciononostante, i Francesi pensarono che Morgan li volesse ingannare lasciandoli fuori dalla spartizione del bottino. Ciò avrebbe rovinato la reputazione della maggior parte dei pirati ma non quella di Morgan, che fece vela per saccheggiare Portobelo con la sua flotta originale di 10 navi e 500 uomini.
Allorché la flotta raggiunse l'insediamento della costa settentrionale del Sudamerica, i bucanieri trovarono le fortezze molto minacciose. Per questo motivo, Morgan pronunciò un discorso di incitamento in cui prometteva ai marinai oro e argento ricordando che gli Spagnoli non sapevano della loro presenza. Al tramonto del sole, le navi iniziarono a far vela verso Puerto do Naos, da dove un fiume li avrebbe portati fino a Portobelo. In possesso di informazioni fornite da un prigioniero, i bucanieri riuscirono a prendere di sorpresa il primo forte. Gli uomini d'arme di Morgan attaccarono i soldati di presidio al forte, alcuni ancora addormentati nei loro letti. Gli uomini di Morgan furono invece accolti da un pesante fuoco di sbarramento dal secondo forte ma riuscirono lo stesso a catturarlo scalando le mura ma perdendo molte vite umane. Tuttavia, i bucanieri ritennero di aver preso i primi due forti facilmente e si accanirono sul terzo permettendo infine di impadronirsi della città.
Non molto tempo dopo, gli Spagnoli contrattaccarono nel tentativo di proteggere le loro ricchezze e il loro centro commerciale, ma i bucanieri erano preparati alla battaglia e Morgan organizzò un'imboscata della flotta in uno stretto passaggio. Dopo aver sconfitto la più potente flotta spagnola, Morgan ed i suoi uomini rimasero a Portobello per due mesi, nel corso dei quali si impadronirono di tutte le ricchezze che poterono trovare e chiesero un riscatto agli spagnoli per la salvezza della città e dei cittadini. Solo con i riscatti, Morgan guadagnò circa 100.000 pezzi da otto per un totale di 200.000 pezzi da otto. In una premonizione dei futuri successi di Morgan, il Governatore di Panama gli inviò un messaggio chiedendogli come avesse fatto a cacciare gli spagnoli dalla loro città con una forza così ridotta. Il messaggio era accompagnato da un anello di smeraldi e dalla richiesta di non attaccare Panama. Per tutta risposta, Morgan inviò al governatore una pistola come esempio delle armi usate per catturare Portobello e un messaggio nel quale lo informava che intendeva andare a riprendersi la pistola da lui a Panama. Subito dopo, l'Inghilterra inviò a Port Royal la HMS Oxford (come dono per proteggere Port Royal). Port Royal la diede a Morgan per favorire la sua carriera.
Modyford era già stato avvisato di richiamare i suoi pirati, e il suo recente incarico a Morgan lo aveva di nuovo posto sotto pressione da parte della Corona. Modyfors denunciò ufficialmente gli attacchi della città, dicendo che approvava soltanto gli attacchi alle navi. Tentò di giustificare l'incarico conferito a Morgan sottolineando le voci di una possibile invasione spagnola della Giamaica. Tuttavia, egli non credeva che riferire semplicemente una voce su un possibile attacco sarebbe stato sufficiente a salvargli posto e dignità, sicché decise di tentare di provocare gli Spagnoli ad attaccare effettivamente la Giamaica. Anche se sembrava illogico, Modyford sperava di coprire l'incarico conferito a Morgan conferendogliene un altro. Morgan fu nominato quindi dal governatore "Comandante in Capo di tutte le navi da guerra" della Giamaica.
Nel 1659 divenne bucaniere, compiendo il primo saccheggio a Santiago de los Caballeros (Repubblica Dominicana), e partecipò a varie spedizioni nelle Antille contro gli Spagnoli. Cinque anni dopo ricevette la lettera di corsa nell'isola di Giamaica: suo zio Edward, vicegovernatore di Port Royal, gli regalò una nave di 50 tonnellate con la quale fino al 1666 compì diverse imprese. Edward Mansfield lo volle nella sua flotta, ma Morgan abbandonò durante la prima missione.
Il governatore della Giamaica Thomas Modyford gli affidò varie missioni ancora contro gli Spagnoli: nel 1668 saccheggiò Puerto Principe (Cuba) e Portobello (Panama) e un anno dopo Cartagena e Maracaibo. I saccheggi proseguirono anche nel 1670 tra Panama e le isole colombiane di Providencia e Santa Catalina, conquistata nonostante la guerra di corsa fosse stata dichiarata illegale dal Trattato di Madrid del 1526. Una base per le azioni contro le coste della Nuova Granada e il Venezuela si trovava nella isola La Tortuga.
Nel 1670 Morgan ebbe il comando della flotta militare della Giamaica, ma nel 1671, a pace conclusa, venne arrestato e condotto a Londra: l'arresto fu quasi sicuramente un'esigenza diplomatica, perché l'anno dopo fu liberato per intervento di Carlo II e nominato vicegovernatore della Giamaica. Lord Richard Vaughan, Lord Lieutenant della contea di Glamorgan, lo incaricò di incoraggiare la pirateria.
Nel 1675 Morgan iniziò a combattere la pirateria, procedendo alla cattura di molti dei suoi ex compagni. Queste operazioni gli consentirono di arricchirsi e divenire potente, fino ad essere nominato nel 1680 governatore della Giamaica e stabilirsi in quello che fu il suo quartier generale di sempre: la base di Port Royal. La sua carriera politica però durò poco: nel 1683 venne escluso dal Consiglio della Colonia e sospeso da ogni funzione.
Morì per cirrosi epatica a Port Royal alle ore 11 del 25 agosto 1688 e venne sepolto nel cimitero di Palisadoes con funerali grandiosi. Quattro anni dopo la morte di Morgan, Port Royal fu colpita da un violento terremoto che la fece sprofondare sotto il livello del mare, trascinando con sé la tomba del pirata che giace ancora lì.

## Nella cultura di massa

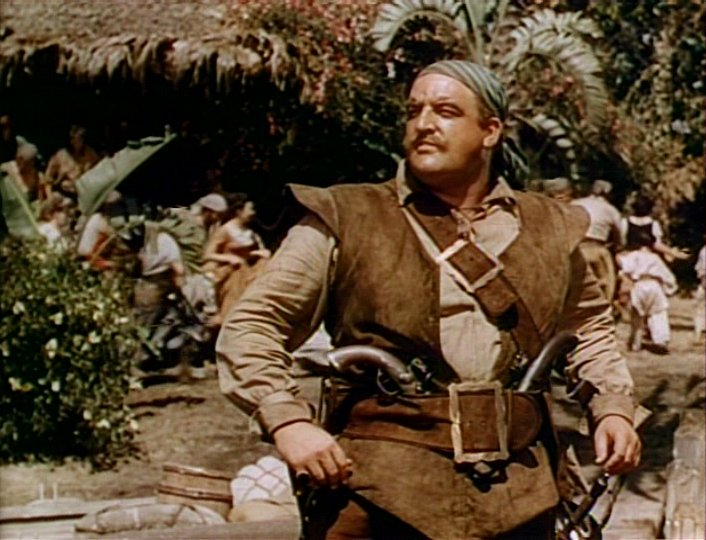
Laird Cregar nel ruolo di Henry Morgan nel film Il cigno nero (1942)

- Lo scrittore Emilio Salgari, autore di romanzi d'avventura, ha fatto di Morgan il luogotenente del celebre Corsaro Nero e, nel romanzo Jolanda, la figlia del Corsaro Nero, lo rappresenta come protagonista insieme alla figlia del suo antico capitano, che poi sposerà alla fine del racconto. Nel film del 1976 diretto da Sergio Sollima dedicato al personaggio salgariano (Il corsaro nero, 1976), Morgan è interpretato da Angelo Infanti.
- La prima opera di John Steinbeck, La santa rossa (Cup of Gold, 1929), è una breve biografia romanzata di Henry Morgan. L'opera si concentra sulle motivazioni e sui meccanismi mentali alla base del perseguimento violento di fini ora materiali ora psicologici.

- Nel film Il cigno nero di Henry King (1942) uno dei personaggi principali è Henry Morgan, perdonato dalla Corona e diventato governatore. Il suo ruolo è interpretato da Laird Cregar.
- Nel 1960 Primo Zeglio girò il film Morgan il pirata ispirato al leggendario pirata e interpretato dal "re del peplum" Steve Reeves.
- Il calciatore Francesco Morini era chiamato "Morgan" per la sua abilità nel depredare gli avversari del pallone, proprio come un pirata.[1]
- Il cantante italiano Morgan, al secolo Marco Castoldi, ha scelto il suo nome d'arte in onore del corsaro.
- La power metal band scozzese Alestorm ha dedicato il suo album di debutto nel 2008 al corsaro intitolandolo Captain Morgan's Revenge ("La vendetta del Capitano Morgan").
- Nel film La maledizione della prima luna e nel suo secondo seguito Pirati dei Caraibi - Ai confini del mondo, Morgan è uno degli autori del Codice dei pirati o "Codice della Fratellanza" insieme a un pirata di nome Bartholomew. Sempre all'interno dell'universo di Pirati dei Caraibi, Henry Morgan è anche l'antagonista principale della serie di libri per ragazzi Pirates of the Caribbean: Legends of the Brethren Court, che narra le prime avventure da pirata di Jack Sparrow come capitano della Perla Nera. In questa serie Morgan è diventato un misterioso alchimista noto come Lord Ombra (Shadow Lord) che trama di distruggere i Pirati Nobili del Consiglio della Fratellanza[2].
- Il rum Captain Morgan è ispirato a questo leggendario pirata.
- Nel manga One Piece il personaggio Morgan mano d'ascia è ispirato a Henry Morgan.
- Nello spagnolo venezuelano è di uso comune il termine Muérgano, che deriva dal cognome Morgan, per parlare di una persona tonta e ignorante.[3]